# 青岛理工大学临沂校区
青岛理工大学（临沂）位于山东省临沂市。设立于2006年，是青岛理工大学三个校区之一。

## 历史沿革
2006年，经山东省教育厅批准设立青岛理工大学费县校区。
2011年6月，山东省教育厅、临沂市人民政府、青岛理工大学三方共同签订《共建青岛理工大学（临沂）协议书》，校区更名为青岛理工大学（临沂）。
2018年9月，校区资产正式移交青岛理工大学。

## 院系设置
截至2024年10月，校区设有5个教学系（部），设置土木建筑类、机械电子类、管理工程类本科专业25个。
- 管理工程系
- 土木与建筑工程系
- 机械与电子工程系
- 基础部
- 体育教学部